# Alpinia ovata
Alpinia ovata là một loài thực vật có hoa trong họ Gừng. Loài này được Z.L.Zhao & L.S.Xu mô tả khoa học đầu tiên năm 2001.